# بابا مال
بابا مال (بالفرنسية: Baaba Maal)‏ (ولد في 12 نوفمبر 1953) هو مغني سنغالي وعازف جيتار ولد وترعرع في بدور على ضفاف نهر السنغال وهو معروف في أفريقيا ودوليا يعد الموسيقار السنغالي الأكثر شهرة بعد يوسو ندور. بالإضافة إلى الإيتار الصوتي، يعزف كذلك على الآلات الإيقاعية. أطلق عدة ألبومات. في يوليو 2003 عين من قبل الأمم المتحدة كمبعوث لبرنامج يو أن دي بي الإنمائي.
بابا يغني في المقام الأول بلغة البولار وهو المروج الأول لتقاليد الشعوب الناطقة بالبولارية الذين يعيشون على جانبي نهر السنغال في المملكة السنغالية القديمة فوتا تورو.

## النشأة والتعليم
كان من المتوقع لبابا مال متابعة مهنة والده ليصبح صيادا. ولكن، وتحت تأثير صديق حياته وعازف الجيتار الأعمى منصور سيك، كرس بابا نفسه لتعلم الموسيقى من والدته وناظر مدرسته. ذهب لدراسة الموسيقى في الجامعة في داكار قبل مغادرته للدراسات العليا بعد حصوله على منحة دراسية في الفنون الجميلة في باريس.

## حياته المهنية
بعد عودته من الدراسة في باريس، درس الموسيقى التقليدية مع منصور سيك وبدأ أداء مع الفرقة حنجرة الأمة. استمرت انطلاقة بابا في العقد المقبل حيث أطلق البوم Firin 'في فوتا (1994) والتي تستخدم راجا، السالسا وبريتون الموسيقى القيثارة لخلق الاصوت الشعبية التي بدأت بعد إنشاء فرقة بوزيتيف بلاك سول، مجموعة من مغني الراب، وكذلك قام بتشكيل نظام صوت الأفرو الكيلتي. واصل الانطلاق ففي عام 1998 أطلق البومه روح البدوي، الذي ظهر فيه براين إينو كواحد من سبع المنتجين. بالإضافة إلى مختلف الإصدارات له بصورة منفردة.
في عام 1998، سجل بابا أغنية «بيس، أنت امرأة حياتي الآن» لمنظمة الأحمر حار في ريد هوت + الرابسودي تكريما لجورج غيرشوين الأمر الذي أثار المال لمختلف الجمعيات الخيرية المكرسة لزيادة الوعي بمرض الإيدز ومكافحة هذا المرض. في عام 2002، وعمل بابا مرة أخرى مع منظمة الأحمر الساخن، وسجيل «لا اتفاق» مع، توني ألين، راي ليما، بوزيتيف بلاك سول وارشي للألبوم تحية لفيلا كوتي، ريد هوت + مكافحة الشغب.
في 7 تموز 2007، قام بأداء في مهرجان في جنوب أفريقيا. وأطلق بابا مال البوم على الطريق، ألبوم صوتي حي مسجل مباشرة من لوحات اختلاط عروضه على مدى فترة عشر سنوات، في 10 أغسطس 2008. صدر البومه الجديد، التلفزيون، في 1 يونيو 2009.
شارك في أغنيتي «الجوع» و «لا تزال» وفي الموسيقى التصويرية بلاك هوك داون، وغنى أغنية لعبة فيديو Far Cry 2 2008. ولعب في بونروو ونيفادا سييرا مهرجان الموسيقى العالمية في عام 2010 .
بابا مال غنى الأغنية الخاصة بالحملة السياحية لولاية كيرالا إعلان عام 2010. وفي 4 أيار عام 2013، شارك بابا مال في نسخة عام 2013 من مهرجان هراري الدولي للفنون في هراري، زيمبابوي.

## الألبومات
- 1989 – Djam Leelii (مع منصور سيك) – تسجيلات مانجو
- 1991 – Baayo (مع منصور سيك) – تسجيلات مانجو
- 1992 – Lam Toro – مانجو
- 1994 – Wango – Syllart
- 1994 – Firin' in Fouta – مانجو
- 1995 – Gorel – 4th & Broadway
- 1997 – Taara – Melodie
- 1998 – Nomad Soul – Import
- 1998 – Djam Leelii: The Adventurers – Yoff Productions
- 1999 – Live at the Royal Festival Hall – Palm Pictures – Palm (DVD)
- 2000 – Jombaajo – Sonodisc
- 2001 – Missing You (Mi Yeewnii) – Palm
- 2003 – 'The Best of the Early Years – Wrasse (compilation)
- 2005 – Palm World Voices: Baaba Maal – Palm (compilation)
- 2008 – On The Road – Palm (compilation) في جزيرة النخلة - الطريق
- 2009 – Television – Palm التلفزيون - النخلة

## وصلات خارجية
- بابا مال على موقع IMDb (الإنجليزية)
- بابا مال على موقع الموسوعة البريطانية (الإنجليزية)
- بابا مال على موقع ميوزك برينز (الإنجليزية)
- بابا مال على موقع أول ميوزيك (الإنجليزية)
- بابا مال على موقع ديسكوغز (الإنجليزية)
- بابا مال على موقع قاعدة بيانات الفيلم (الإنجليزية)

- بابا مال موقع بابا مال الرسمي.